# Manouri

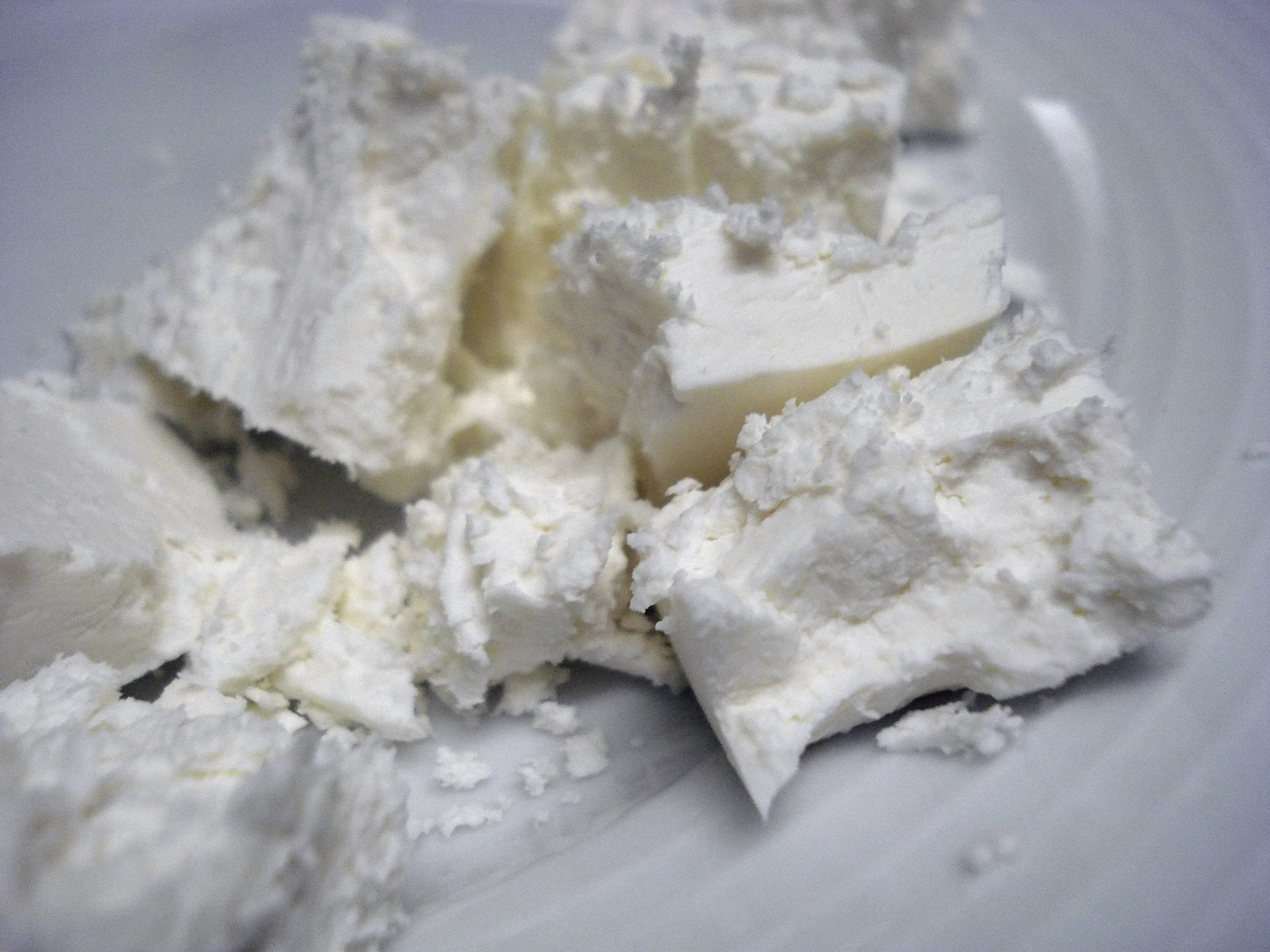
Manouri

Manouri (griechisch Μανούρι) ist ein mit dem Ricotta verwandter griechischer Frischkäse mit einem Fettanteil von etwa 60–80 % Fett i. Tr., der hauptsächlich aus Schaf- und/oder Ziegenmilch hergestellt wird. Er ist weich, weiß und rindenlos und wird in Form von Kugeln, Würsten oder stumpfen Kegeln von etwa 12 cm Durchmesser und 20 cm Länge bei einem Gewicht von rund 1 kg angeboten. Sein Teig hat keine Bruchlöcher und schmeckt mild molken-milchartig und kaum salzig, mit leichten Zitronenaromen im Abgang, weshalb er im Heimatland auch gerne für Süßspeisen Verwendung findet. Er eignet sich aber ebenso gut als Brotbelag oder Zutat zu Salaten und außerdem hervorragend zum Überbacken von Aufläufen. Außerdem gibt es ihn auch als luftgetrockneten Käse zu kaufen. Traditionell wird er mindestens seit dem 19. Jahrhundert im Zentrum und im Westen von Makedonien und in Thessalien gekäst. Seit 1996 ist die Bezeichnung Manouri durch das PDO-Siegel geschützt und darf nur mit traditionellen Techniken in Käsereien des geografisch festgeschriebenen Ursprungsgebietes der Region Larisa hergestellt werden.

## Herstellung
Die (bei der Herstellung von Feta, Batzos und anderen Käsesorten anfallende) Molke wird mit Schaf- und/oder Ziegenmilch und/oder Rahm aus Schaf- oder Ziegenmilch angereichert, bis sie einen Fettgehalt von 2,5 % erreicht. Die Mischung wird unter ständigem Rühren während 40–45 Minuten auf 88–90 °C erhitzt. Bei 70–75 °C wird der Mischung 1 % Kochsalz hinzugefügt, zusammen mit weiteren 25 % Schaf- oder Ziegenmilch oder Rahm. Wenn die Temperatur von 88–90 °C erreicht ist, wird der Bruch für 15–30 Minuten ruhen gelassen und anschließend in Stoffsäcken aufgehängt, um während einer vier- bis fünfstündigen Trockenphase abzutropfen. Abschließend wird er heute meist in Kunststofffolie verschweißt und bei 4–5 °C gelagert, bis er verkauft wird.